# Kowrow
Kowrow (russisch Ковро́в) ist eine russische Großstadt mit 127.800 Einwohnern (Stand 2025) und Zentrum des gleichnamigen Rajons in der Oblast Wladimir.
Es liegt am rechten Ufer des Flusses Kljasma, rund 250 km östlich von Moskau und 64 km östlich der Gebietshauptstadt Wladimir. Die nächstgelegene Stadt ist Kameschkowo 19 km westlich von Kowrow. Rund 10 km nördlich von Kowrow verläuft die Verwaltungsgrenze zwischen den Oblasten Wladimir und Iwanowo.

## Geschichte
Kowrow wurde im 12. Jahrhundert als Dorf namens Roschdestwenskoje gegründet. Dort ließ Großfürst Andrei Bogoljubski die hölzerne Kirche Christi Geburt errichten, die dem Ort seinen Namen gab (Christi Geburt, Weihnachten = zu russisch roschdestwo).
Im 16. Jahrhundert gehörte Roschdestwenskoje dem Fürsten und Staatsmann Wassili Andrejewitsch Starodubski, der in den Jahren 1503–1506 als Moskaus Gouverneur im Gebiet um Perm diente. Einer Legende nach erbeutete er bei einer Schlacht mit den Tataren einen luxuriösen Orientteppich, was seinem Geschlecht später den Familiennamen und dem Ort Roschdestwenskoje den Namen Kowrowo (vom russischen Wort kowjor = Teppich) gebracht haben soll.
Seit dem späteren 16. Jahrhundert wurden in Kowrowo auf Veranlassung des Zaren Iwan IV. „des Schrecklichen“ Jahrmärkte veranstaltet, wofür sich der an der damals schiffbaren Kljasma sowie in der Nähe des Handelsweges von Moskau nach Nischni Nowgorod gelegene Ort gut eignete. Im 18. Jahrhundert erlebte der Handel in Kowrowo seine Blütezeit. 1778 wurde aus der Siedlung Kowrowo im Zuge einer Gebietsreform unter Katharina II. die Kreisstadt Kowrow innerhalb des Gouvernements Wladimir.

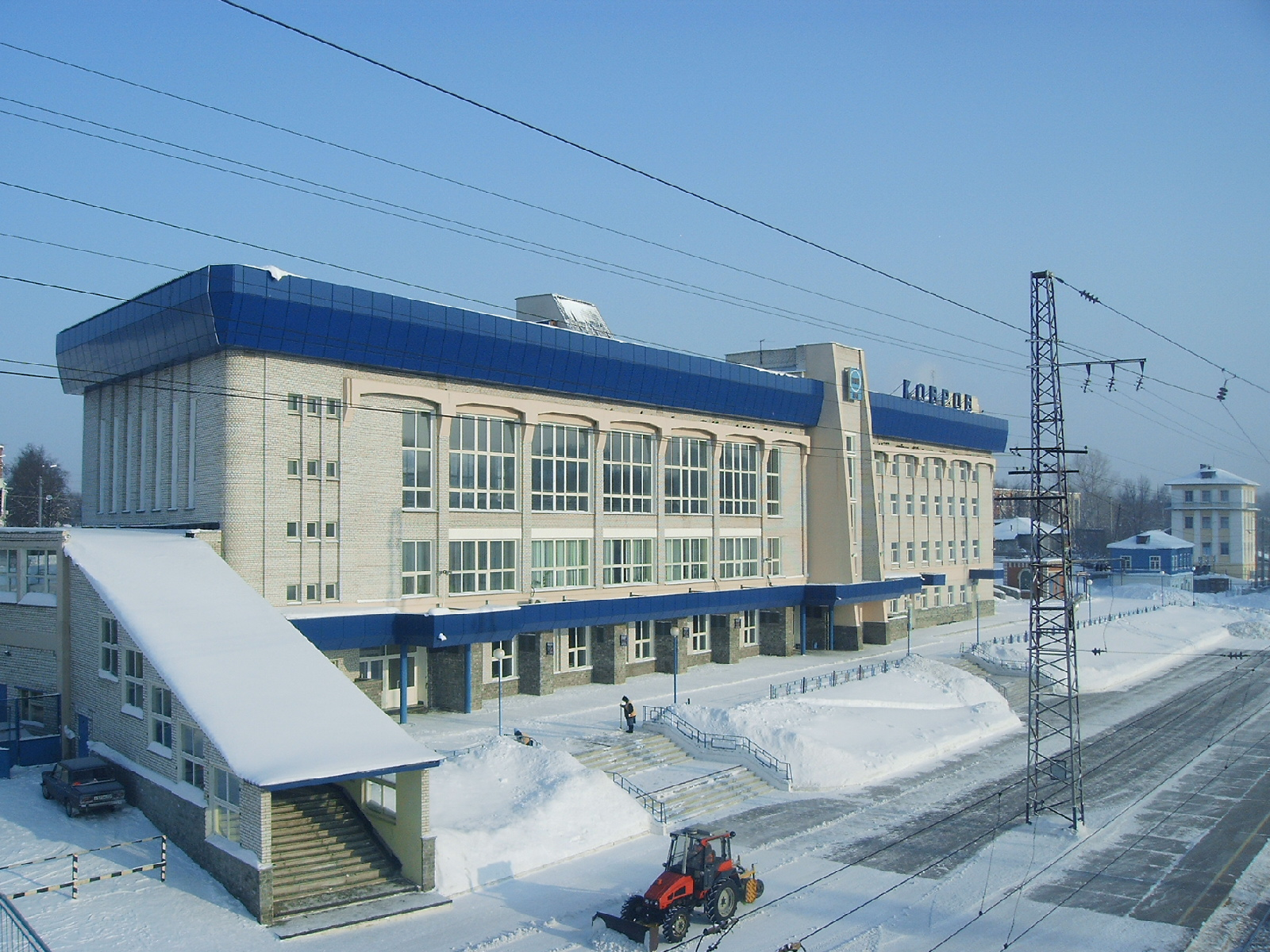
Der Bahnhof von Kowrow

Im späten 18. und frühen 19. Jahrhundert wurde die Stadt mehrmals von Großbränden heimgesucht, hinzu kam, dass die 1830 verlegte neue Straße zwischen Moskau und Nischni Nowgorod Kowrow umging. Infolgedessen kam es vorläufig zu einem wirtschaftlichen Niedergang Kowrows, da die Jahrmärkte nunmehr keine große Bedeutung hatten. Die Lage besserte sich erst mit dem Bau der wichtigen Eisenbahnlinie von Moskau nach Nischni Nowgorod in den 1860er-Jahren, die durch Kowrow führte. Hierdurch entstanden in Kowrow größere Eisenbahnwerkstätten, die ursprünglich auch Waggons herstellten. Zudem wurde in der Stadt Textilindustrie aufgebaut.
Die größere Industrialisierung der Stadt erfolgte erst in der Sowjetzeit: So wurde in den 1930er-Jahren auf Basis der bestehenden Werkstätten die erste Baggerfabrik der Sowjetunion errichtet. Die 1916 gegründete Erste russische Gewehr- und Maschinengewehrfabrik ist bis heute ein wichtiger Waffenhersteller Russlands.

### Bevölkerungsentwicklung
| Jahr | Einwohner |
| ---- | --------- |
| 1897 | 14.571    |
| 1939 | 67.105    |
| 1959 | 98.563    |
| 1970 | 123.307   |
| 1979 | 142.860   |
| 1989 | 159.942   |
| 2002 | 155.499   |
| 2010 | 145.214   |

Anmerkung: Volkszählungsdaten

## Stadtbild
In Kowrow gibt es neben den moderneren, teilweise noch aus kommunistischer Zeit stammenden Hochhäusern auch noch mehrere Stadtteile mit unbefestigten Straßen und alten russischen Holzhäuschen, die einen Einblick in das Leben in Zentralrussland vom Anfang des 20. Jahrhunderts erlauben. Häufig finden sich in den umzäunten Gärten Beete und kleine Gewächshäuser, in denen die Bewohner wie in Russland üblich Gemüse und Obst anbauen. Bedingt durch den nahegelegenen Fluss Kljasma kommt es im Herbst regelmäßig zu einer Mückenplage, in der die Stechmücken in großen Schwärmen auftreten und einen Aufenthalt im Freien nur mit entsprechender Kleidung ermöglichen.

## Wirtschaft

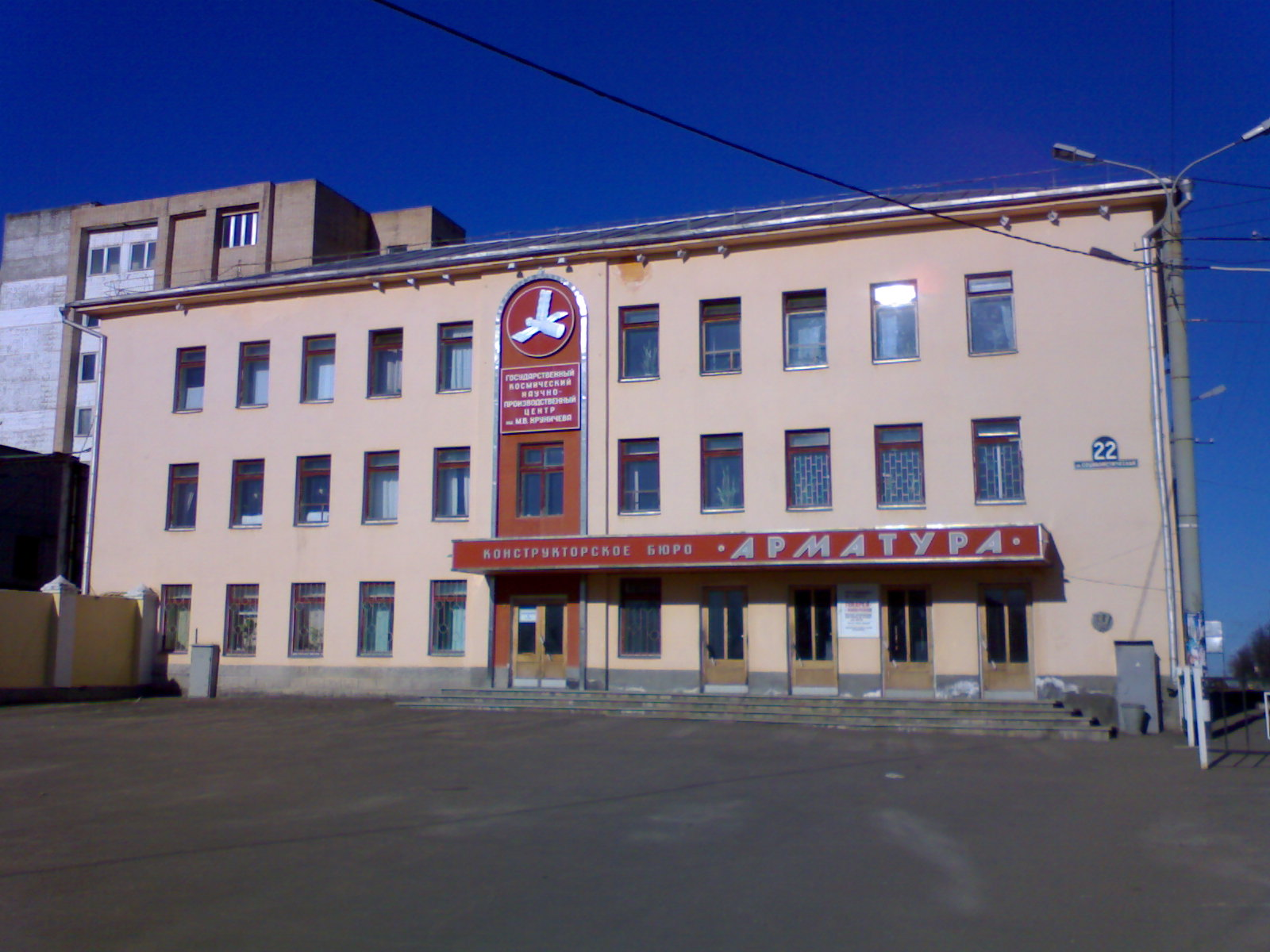
Konstruktionsbüro Armatura

Heute ist Kowrow hauptsächlich ein Standort der Schwerindustrie. Neben dem Baggerwerk Kowrowez zählen der Rüstungsbetrieb Degtjarjowwerk, eine Gerätebaufabrik und das Konstruktionsbüro Armatura für Weltraumtechnik zu den wichtigsten Betrieben der Stadt. Außerdem werden Büro- und Sanitärcontainer in großer Stückzahl produziert. Miteigentümer ist die Firma Containex. Das Kowrower Mechanische Werk gehört zum staatlichen TWEL-Konzern und produziert Gaszentrifugen. Das Unternehmen stellte ehemals Kleinwaffen her, die Rüstungsproduktion wurde jedoch 2006 ausgegliedert.
Die ehemals bedeutende Textilindustrie hat nur mehr geringere Bedeutung.
Die einzige Hochschule der Stadt ist die Staatliche Technologische Akademie Kowrow.

## Verkehr
Über eine Nebenstraße besteht von Kowrow aus Anbindung an die Fernstraße M7, die aus dem früheren Handelsweg von Moskau nach Nischni Nowgorod hervorging. An der parallelen Eisenbahnmagistrale, die am Kursker Bahnhof in Moskau ihren Anfang nimmt, hat Kowrow einen Fernbahnhof, dessen Empfangsgebäude 2003 neu errichtet wurde. Seit 1975 beinhaltet der innerstädtische öffentliche Verkehr Kowrows ein eigenes Trolleybusnetz.
Der nächstgelegene zivile Verkehrsflughafen ist in Iwanowo, von dort wird Moskau täglich angeflogen.

## Städtepartnerschaften
Kowrow listet folgende drei Partnerstädte auf:
| Stadt   | Land       |
| ------- | ---------- |
| Brest   | Belarus    |
| Čačak   | Serbien    |
| Liberec | Tschechien |

## Persönlichkeiten

### Söhne und Töchter der Stadt
- Konstantin Erastow (1902–1967), Generalleutnant[4]
- Weronika Woronina (1910–2000), Architektin und Historikerin
- Igor Panassjuk (1917–1972), Kernphysiker und Kerntechnik-Ingenieur
- Wladimir Schuraljow (1935–2020), Armeegeneral[5]
- Wiktor Kalygin (1950–2004), Keltologe
- Natalja Kutjakowa (* 1986), Leichtathletin
- Irina Tarassowa (* 1987), Kugelstoßerin
- Jana Borodina (* 1992), Dreispringerin
- Alexander Foliforow (* 1992), Radrennfahrer

### Persönlichkeiten mit Bezug zur Stadt
- Sergei Simonow (1894–1986), Waffenkonstrukteur
- Georgi Schpagin (1897–1952), Waffenkonstrukteur